# Lin Fengmian
Lin Fengmian (chiń. upr. 林风眠; chiń. trad. 林風眠; pinyin Lín Fēngmián; ur. 22 listopada 1900, zm. 12 sierpnia 1991) – chiński malarz i teoretyk sztuki.
Pochodził z Meixian w prowincji Guangdong, z rodziny o korzeniach artystycznych. W wieku 19 lat wyjechał do Francji, gdzie studiował na École nationale supérieure d’art w Dijon i École nationale supérieure des beaux-arts w Paryżu. W 1925 roku poślubił Alice Vattant. Po powrocie do Chin w 1926 roku został wykładowcą na Akademii Sztuk Pięknych w Pekinie. W 1929 roku został przewodniczącym Akademii Sztuki w Hangzhou. W 1950 roku osiadł w Szanghaju. Pięć lat później jego żona i córka wyjechały z Chin do Brazylii. Prześladowany podczas rewolucji kulturalnej, spędził cztery lata w więzieniu. W 1977 roku wyemigrował do Hongkongu.
W swojej twórczości łączył tradycyjne malarstwo chińskie z wpływami współczesnego malarstwa europejskiego. W wypracowanym przez niego stylu widoczny jest wpływ Cézanne’a i ekspresjonistów. Pod koniec życia malował postaci kobiece inspirowane twórczością Matisse’a i Modiglianiego. Jest autorem kilku artykułów porównawczych o malarstwie chińskim i zachodnim. Znaczna część prac malarskich Lina uległa zniszczeniu – najpierw podczas wojny chińsko-japońskiej (1937–1945), gdy japońscy żołnierze zburzyli jego dom, później podczas rewolucji kulturalnej, gdy w obawie przed prześladowaniami sam zniszczył swoje „wywrotowe” dzieła.